# The Invisible Man's Revenge
Răzbunarea omului invizibil (titlu original: The Invisible Man's Revenge) este un film SF de groază american din 1944 regizat de Ford Beebe. În rolurile principale joacă actorii Jon Hall, John Carradine.

## Distribuție
- Jon Hall ca Robert Griffin aka Martin Field
- Leon Errol ca Herbert Higgins
- John Carradine ca Dr. Peter Drury
- Alan Curtis ca Mark Foster
- Evelyn Ankers ca Julie Herrick
- Gale Sondergaard ca Lady Irene Herrick
- Lester Matthews ca Sir Jasper Herrick
- Halliwell Hobbes ca Cleghorn, the butler
- Leyland Hodgson ca Sir Frederick Travers
- Doris Lloyd ca Maud, the barmaid
- Ian Wolfe ca Jim Feeney, lawyer
- Billy Bevan ca The Police Sergeant
- Grey Shadow ca Brutus, Drury's Dog

## Vezi și
- Listă de filme SF de groază